# Коринфський союз

Кори́нфський сою́з після смерті Філіппа II

Кори́нфський сою́з — союз, створений македонським царем Філіпом II упродовж зими 338—337 рр. до н. е. для сприяння своїм військам у війні проти Персії. Після смерті Александра III Македонського (323 р. до н. е.) союз фактично припинив існування. У 302 р. до н. е. союз був відновлений царем Деметрієм І, але після його поразки у битві біля малоазійського міста Іпса (301 р. до н. е.) союз знову розпався. Вдруге союз був відновлений у 224 р. до н. е. македонським царем Антигоном III Досоном (Еллінський союз). Головною метою союзу була боротьба зі Спартою. Після перемоги над Спартою союз продовжив своє існування як засіб реалізації інтересів Македонії та Ахейського союзу, який входив до складу Еллінського союзу. Припинив своє існування в ході Македонських війн.
Головні засади союзу:
- Збори представників збирались у Коринфі.
- Союз вживає заходів для запобігання будь-яким актам агресії або диверсійної діяльності стосовно будь-якого з членів союзу.
- Союз підтримує армію, яку надають члени союзу пропорційно їх величині.
- Керівником союзу та командувачем його армії є македонський цар.
- Македонія не мала права втручатись у внутрішні справи членів союзу.